# 地中海石龜
地中海石龜（學名：Mauremys leprosa），又名地中海擬水龜、西班牙石龜、西班牙擬水龜，是地龜科石龜屬下的一種龜。